# Barbotine

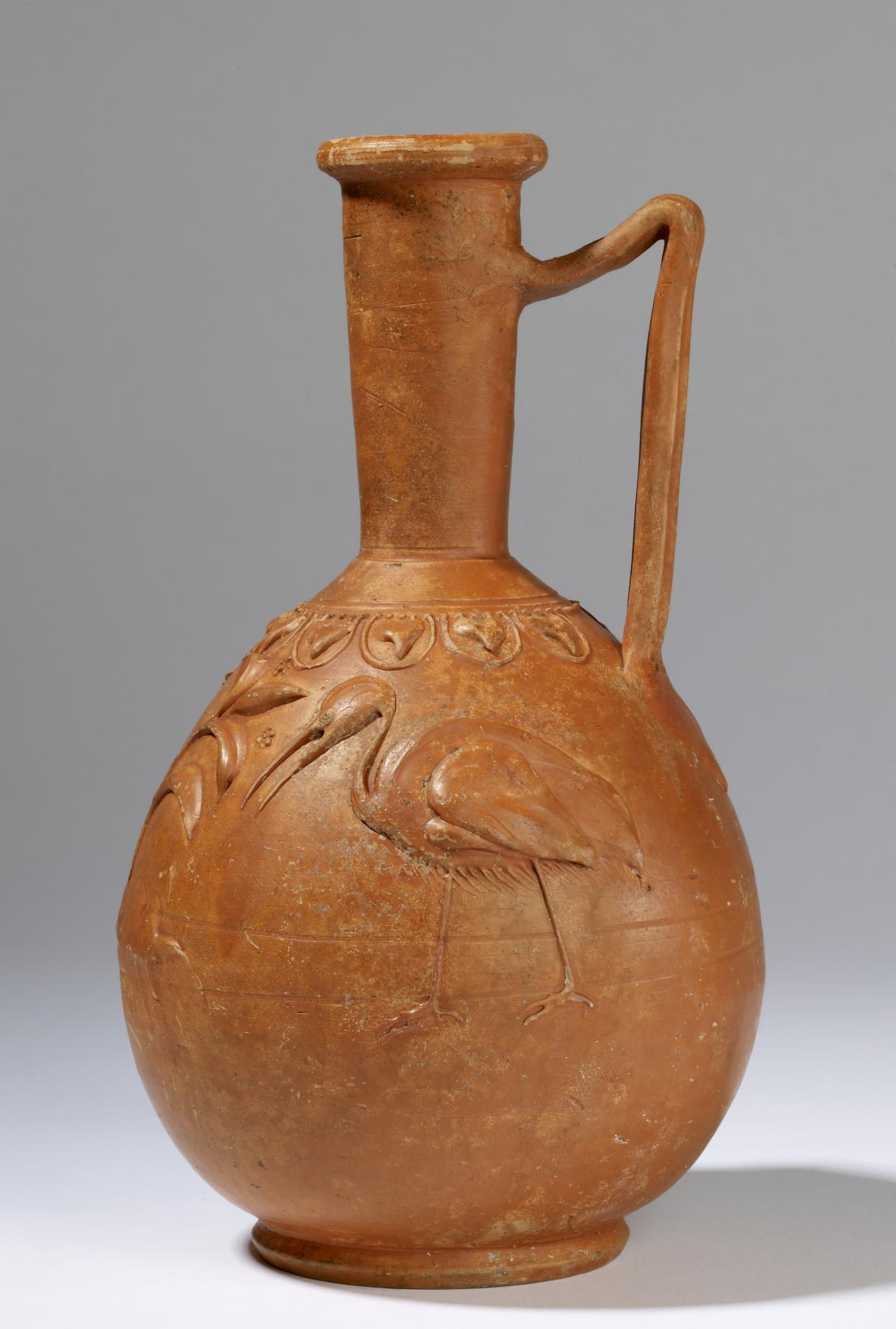
Rzymski „dzbanek z ptakami” wykonany w technice barbotine (I w. p.n.e. – I w. n.e.)

Barbotine (fr.) – technika dekoracji ceramiki.
Polega na naniesieniu plastycznego wyobrażenia na wyschnięty lecz niewypalony czerep naczynia płynną glinką ceramiczną (kaolinem) lub szlamem angoby za pomocą rożka garncarskiego albo natryskując (bryzgając – fr. barboter) je na powierzchnię wyrobu. Naczynie może być wcześniej angobowane. Ozdobione w ten sposób reliefowo naczynie poddaje się wypałowi. Na powierzchnię można potem nałożyć jeszcze przejrzyste szkliwo i powtórnie wypalić.
Technika ta była stosowana w Europie od starożytności. Przetrwała do dziś przede wszystkim w dekoracji ceramiki ludowej. W przypadku, gdy do zdobienia wyrobu wykorzystywany jest rożek garncarski, technikę tę nazywa się rożkowaniem lub „szlakowaniem”, „pisaniem”. Oprócz najczęściej wykorzystywanych motywów roślinnych, w technice tej wykonywano także motywy figuralne. W ceramice rzymskiej uzyskiwano to poprzez nakładanie na powierzchnię wzoru przy pomocy wypełnionych pastą ceramiczną foremek, a następnie (po podsuszeniu) przez dokładniejsze kształtowanie go drewnianym rylcem. 
Terminem barbotine określana jest również każda rzadka glinka ceramiczna, służąca do kształtowania wyrobów ceramicznych przez odlewanie w formach, a także do spajania osobno wykonanych części wyrobu, np. ucha z brzuścem.